# روبرتو مگنانی
روبرتو مگنانی (انگلیسی: Roberto Magnani؛ زادهٔ ۱۳ ژانویهٔ ۱۹۷۷) بازیکن فوتبال اهل ایتالیا است.
از باشگاه‌هایی که در آن بازی کرده‌است می‌توان به باشگاه فوتبال مودنا، باشگاه فوتبال لودیجیانی کالچو، باشگاه فوتبال مسینا، باشگاه فوتبال پارما، باشگاه فوتبال آنکونا، باشگاه فوتبال رجانا، و باشگاه فوتبال ویچنزا اشاره کرد.
وی همچنین در تیم ملی فوتبال Italy U-18 بازی کرده‌است.